# Arbre à saucisses
 (mai 2016).
- Si vous ne connaissez pas le sujet, laissez ce bandeau (vous pouvez alors contacter les auteurs).
- Si vous supprimez le contenu mis en cause (vous pouvez préalablement contacter les auteurs),

argumentez précisément cette suppression dans la page de discussion
(un manque de référence n'est pas un argument ; une recherche réelle de référence doit avoir été effectuée, être formellement documentée).
Kigelia africana
Espèce
L’arbre à saucisses ou saucissonnier (Kigelia africana) est une espèce de plantes à fleurs de la famille des Bignoniaceae. C'est un arbre qui est réputé et originaire du Sénégal que l'on trouve en Tanzanie, au Mozambique, en Ouganda, dans les zones humides de l'ouest du Kenya, dans celles de la Zambie et du Zimbabwe (notamment le long des rives du Zambèze) ainsi qu'au Botswana (notamment le long des rives de la rivière Chobe et dans le delta de l'Okavongo) et jusqu'au nord de l'Afrique du Sud où les Afrikaners le nomment worsboom. On le retrouve aussi aux Antilles plus précisément à Marie-Galante à la suite de l'importation durant l'esclavage.

## Description
Arbre de taille moyenne (10  à   15 m), aux larges et grandes feuilles pennées de 8  à   10 folioles ovales (30 cm). Ces feuilles sont persistantes ou caduques, selon le climat où il pousse. Ses grosses fleurs campanulées à 5 pétales émettent de nuit une odeur nauséabonde et imitent un fruit flétri. Leur odeur attire des chauve-souris qui les pollinisent. Elles donnent naissance à de gros fruits bruns qui pendent en grappe, au contenu fibreux souvent réputé non comestible pour l'homme, mais localement mangé cuit.

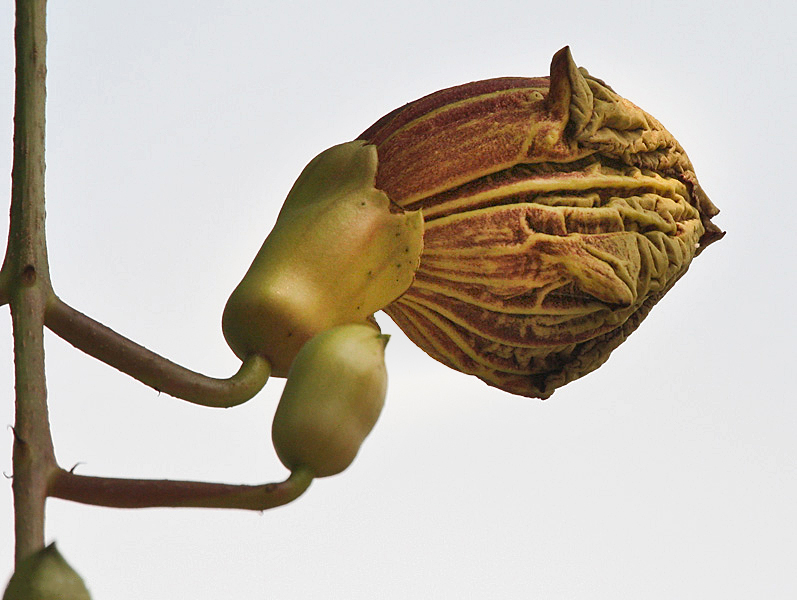
Fleur.
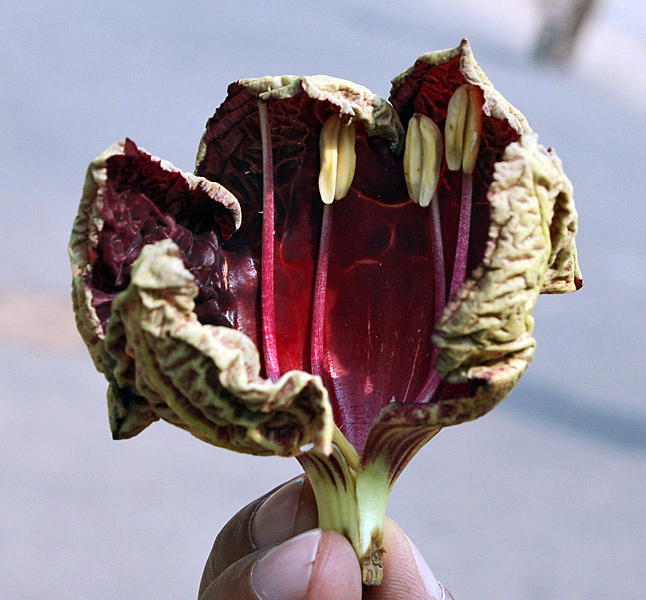
Vue intérieure de la fleur.
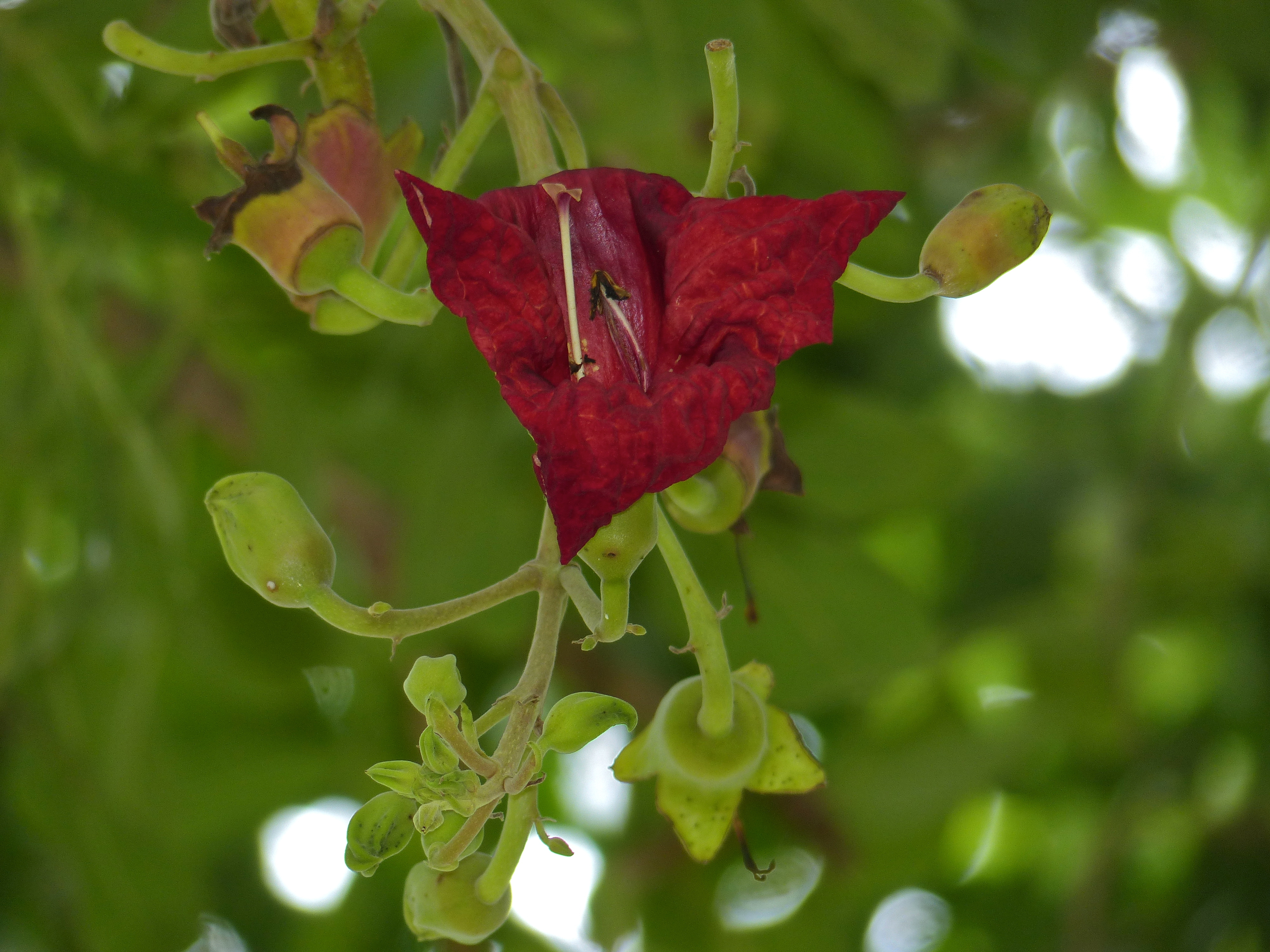
Fleur et fruits.
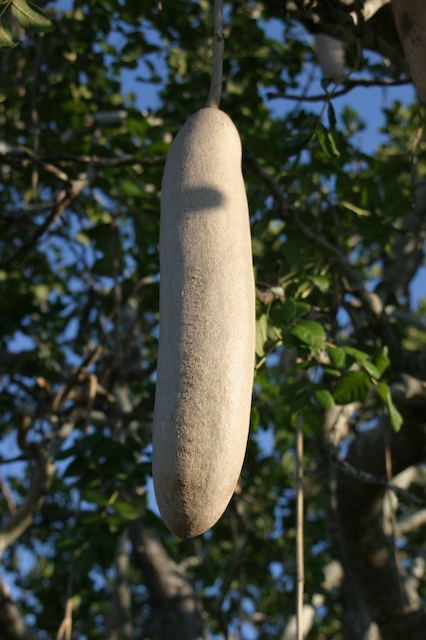
Fruit.
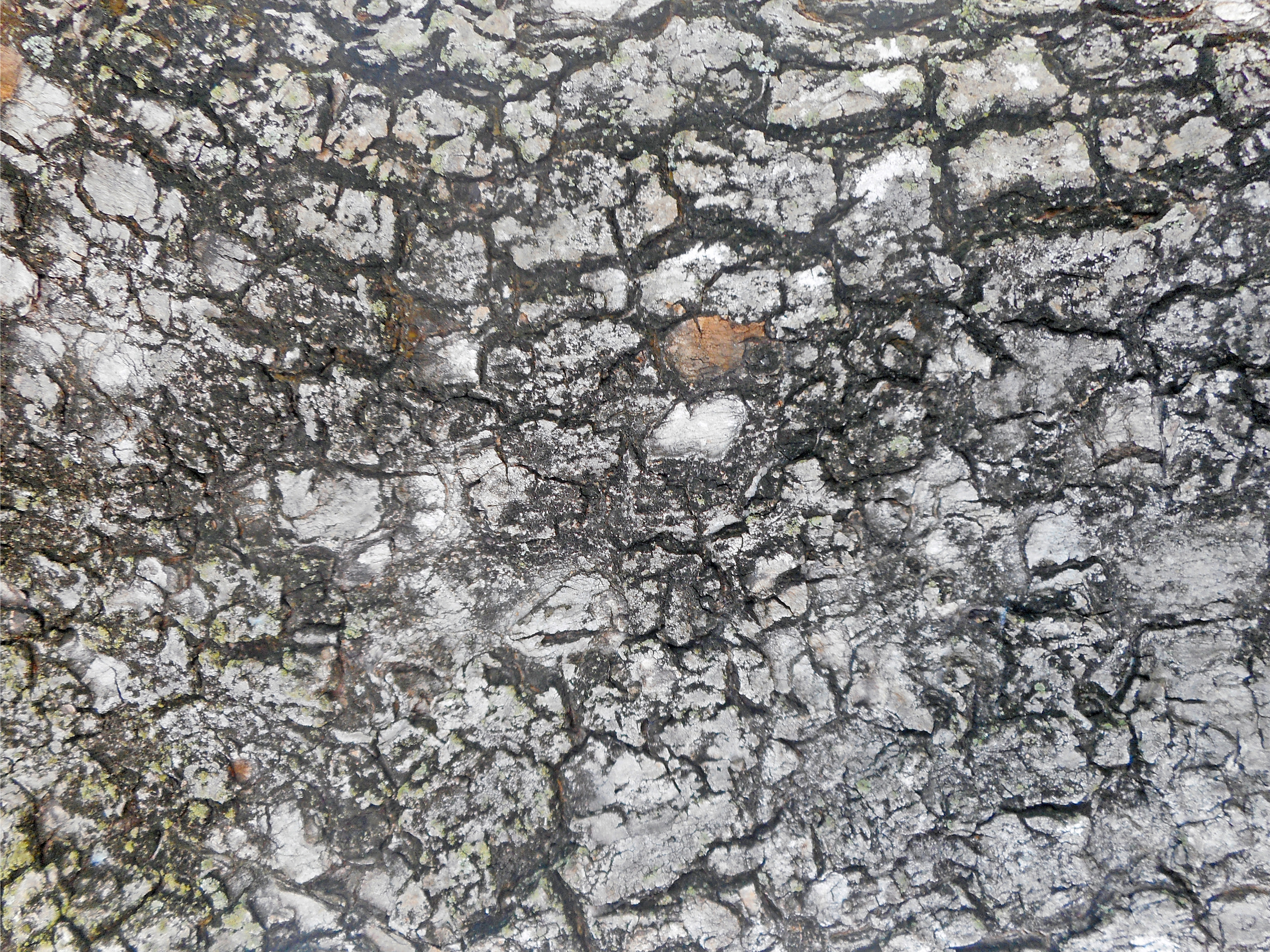
écorce de l'arbre.
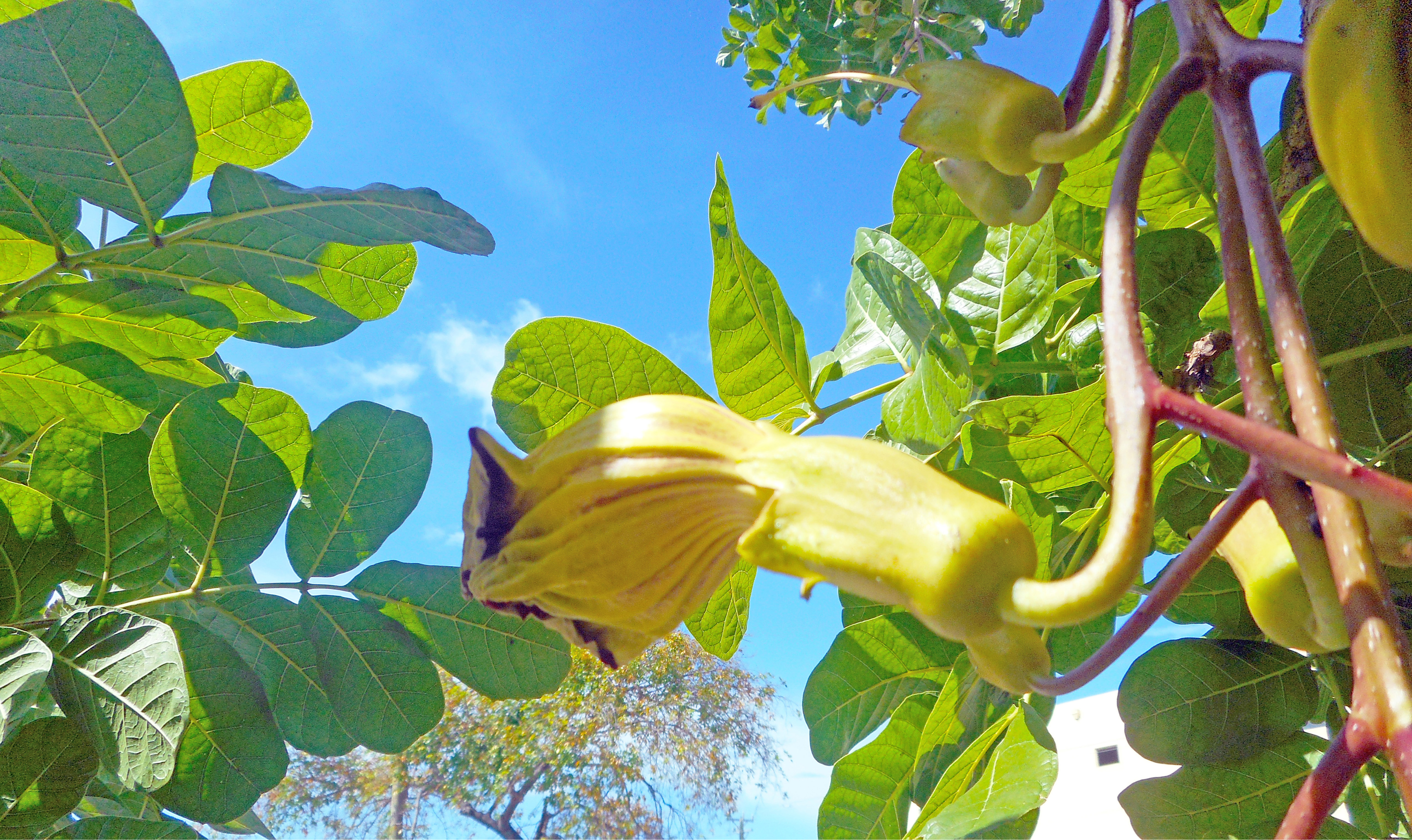
Fleur.
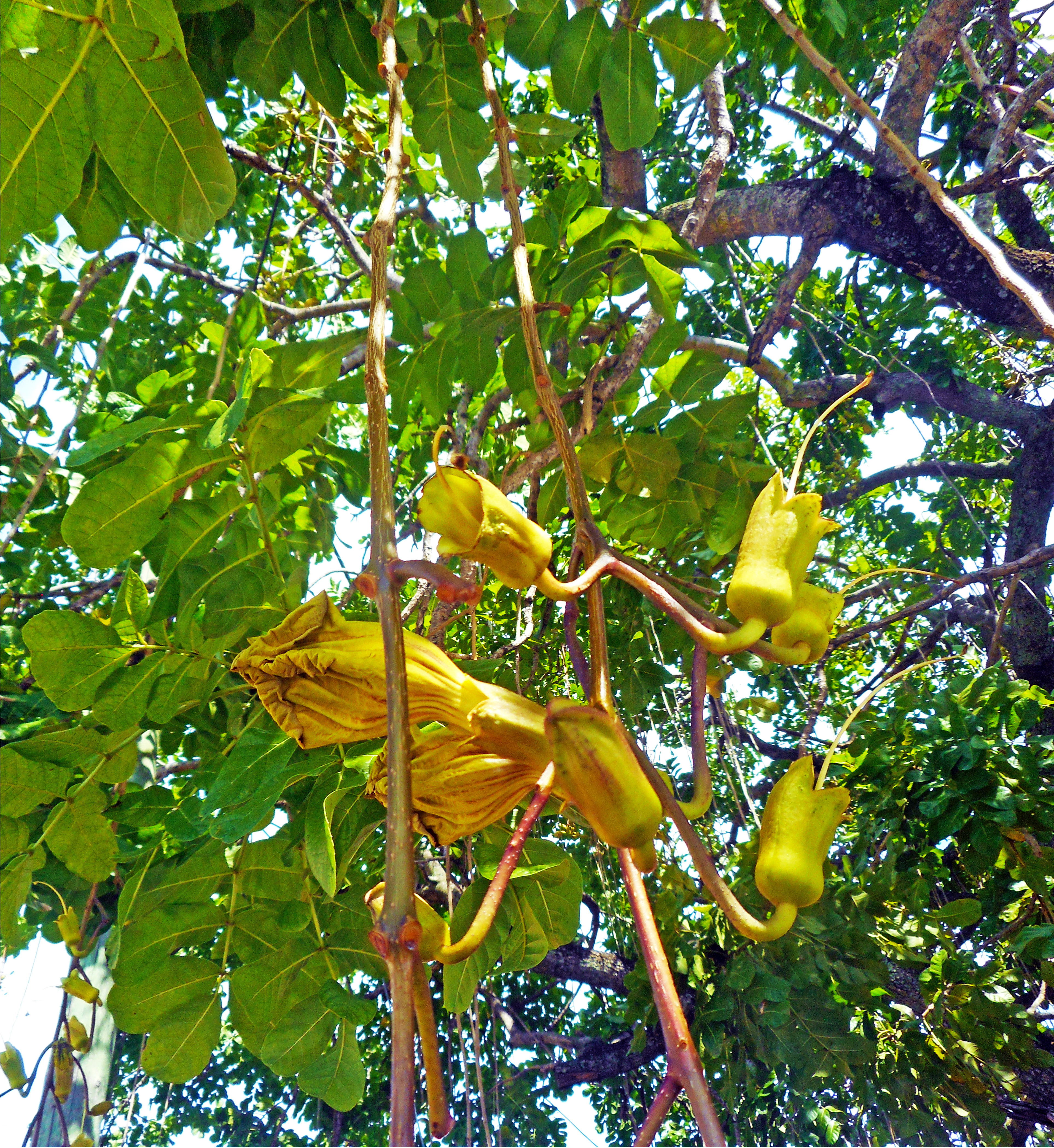
Fleurs.
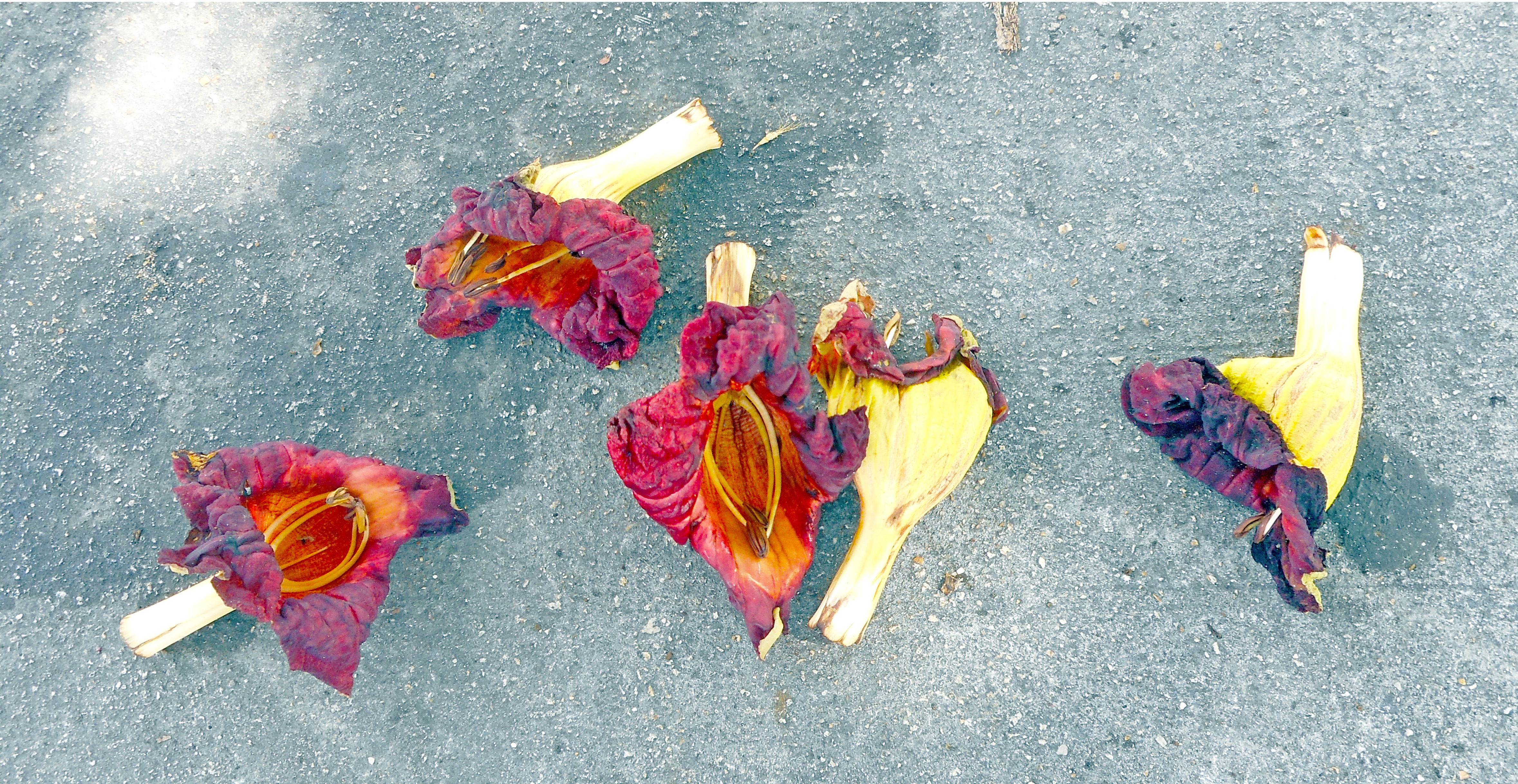
Fleurs séchées.

## Reproduction
Les fleurs rouge s'ouvrent la nuit et possèdent une odeur nauséabonde. Elles sont pollinisées par des chauves-souris de la famille des Pteropodidae (il fallait un pollinisateur robuste) qui les repèrent par leur couleur rouge et aussi par le fait que les fruits pendent sous les arbres et sont donc sur le chemin des chauves-souris. Vu que les différentes fleurs pendent l'une près de l'autre, l'autofécondation n'est pas possible, il faut donc une autre plante pour qu'il y ait fécondation.
Les graines sont disséminées après la pourriture du fruit ou après que celui-ci a été mangé par des animaux, principalement des éléphants ou des rhinocéros.

## Usages
Outre un usage alimentaire ou décoratif (introduit dans certains jardins), on se sert en Afrique de la pulpe de son fruit pour raffermir la peau et tonifier la poitrine féminine (pectorales). Cet arbre produit des flavonoïdes veinotoniques et des saponosides. On en tire des huiles essentielles qui contribueraient aux mêmes effets. On tirait aussi de son écorce des remèdes localement réputés efficaces contre les morsures de serpent et les maux de dent ou d'estomac.
La pulpe des fruits en tranches cuites au four est utilisée pour la fermentation d'une bière, appelée « murutina » chez les Masaïs.